# Kazuaki Yoshida
Kazuaki Yoshida (japanisch 吉田 和晃 Yoshida Kazuaki; * 31. Oktober 1987) ist ein ehemaliger japanischer Hürdenläufer, der sich auf die 400-Meter-Distanz spezialisiert hat.

## Sportliche Laufbahn
Erste internationale Erfahrungen sammelte Kazuaki Yoshida im Jahr 2009, als er bei der Sommer-Universiade in Belgrad in 49,78 s die Silbermedaille über 400 m Hürden hinter dem Australier Tristan Thomas gewann. Zudem sicherte er sich mit der japanischen 4-mal-400-Meter-Staffel in 3:06,46 min die Bronzemedaille hinter den Teams aus Australien und Polen. Anschließend startete er bei den Weltmeisterschaften in Berlin und erreichte dort das Halbfinale, in dem er mit 50,34 s ausschied. Im November belegte er dann bei den Asienmeisterschaften in Guangzhou in 51,91 s den siebten Platz. 2015 gewann er bei den Asienmeisterschaften in Wuhan in 49,95 s die Bronzemedaille hinter seinem Landsmann Yūta Konishi und Chen Chieh aus Taiwan.

## Persönliche Bestleistungen
- 400 m Hürden: 49,45 s, 15. August 2009 in Berlin